# Serie A 1990-1991
La Serie A 1990-1991 è stata l'89ª edizione della massima serie del campionato italiano di calcio (la 59ª a girone unico), disputata tra il 9 settembre 1990 e il 26 maggio 1991 e conclusa con la vittoria della Sampdoria, al suo primo titolo.
Capocannoniere del torneo è stato Gianluca Vialli (Sampdoria) con 19 reti.

## Stagione

### Novità
Sulla scia delle contemporanee modifiche apportate al regolamento, volte a incentivare un gioco maggiormente offensivo e spettacolare, venne stabilito che l'autore di un fallo da «ultimo uomo» – in particolare, qualora la circostanza avrebbe potuto favorire la chiara realizzazione di un gol – venisse sanzionato con il rosso diretto. Venne inoltre deciso, dopo 65 anni, di abolire il «fuorigioco in linea»: d'ora in avanti il giocatore in linea con il penultimo avversario non sarebbe stato più considerato in offside.

### Calciomercato

Da sinistra: Mancini e Vialli – capocannoniere con 19 reti –, i gemelli del gol della Sampdoria per la prima volta campione d'Italia, insieme al neoacquisto Mychajlyčenko.

La rampante Sampdoria rifinì un organico sempre più collaudato, tutto al servizio dei gemelli del gol Mancini-Vialli, acquistando la punta Branca e il centrocampista sovietico Mychajlyčenko, quest'ultimo arrivato a Genova tra grandi aspettative ma suo malgrado incapace di adattarsi ai ritmi del calcio italiano. L'Inter, ceduto Matteoli, si limitò al piccolo cabotaggio acquistando i difensori Battistini e Paganin, e il centrocampista Pizzi; sfortunato, invece, l'ingaggio di Fontolan, nei piani estivi destinato a essere il fulcro della manovra offensiva nerazzurra, ma già nel precampionato vittima di un grave infortunio che lo terrà lontano dai campi per tutta la stagione. Mercato a fari spenti anche per i concittadini del Milan che si limitarono ad accogliere come dodicesimo il promettente Rossi.
Numerose le novità per una Juventus che, passata in mano a Luca Cordero di Montezemolo e decisa ad abbracciare le contemporanee innovazioni zoniste, affidò la panchina all'emergente Luigi Maifredi e varò un importante mercato che portò a Torino, tra gli altri, lo stopper brasiliano Júlio César, il tedesco Häßler fresco campione del mondo e soprattutto il maggiore colpo mediatico della sessione, il fantasista Roberto Baggio strappato alla Fiorentina – un trasferimento che sfociò in violente proteste di piazza da parte della tifoseria gigliata, rinfocolando lo storico astio viola verso i bianconeri –, il quale andò ad affiancare in attacco i confermati Casiraghi e Schillaci, quest'ultimo reduce dai fasti delle notti magiche mondiali.

Il passaggio di Roberto Baggio dalla Fiorentina alla Juventus rinfocolò lo storico livore viola verso i torinesi.

La Roma, con Ottavio Bianchi in panchina, poté contare sull'asse Aldair-Giannini-Völler, ma molto presto verrà frenata da un caso di doping – rimasto controverso a distanza di anni – che porterà alle squalifiche annuali di Carnevale e dell'emergente numero uno Peruzzi. I concittadini della Lazio, che stavano proseguendo nella loro opera di risanamento sotto la gestione Calleri, palesarono ambizioni crescenti offrendo la panchina a Dino Zoff e puntando in attacco sul neocampione del mondo Riedle. Nel Napoli detentore del titolo si mise in mostra il giovane Zola, l'unica nota positiva di una stagione segnata dalla "fuga" di Maradona, che chiuse mestamente la sua esperienza in azzurro con una positività alla cocaina.
Tra le neopromosse, il Pisa scovò in Argentina il promettente Diego Simeone, il Cagliari si rafforzò col trio uruguaiano Fonseca-Francescoli-Herrera, ma più di tutte spiccò il Parma di Nevio Scala, dall'efficace gioco a zona, che si rinforzò con lo svedese Brolin e il belga Grün e che affidò inoltre le chiavi della porta – per ragioni anche commerciali – al brasiliano Taffarel.

### Avvenimenti

#### Girone di andata
Il campionato successivo al mondiale di Italia 1990 partì il 9 settembre, a due mesi dalla conclusione della rassegna iridata. Si registrò il debutto dell'ambizioso Parma di Nevio Scala, prima delle tante squadre provenienti dalla Via Emilia ad approdare in questo decennio nella massima categoria, e diverse contendenti al titolo: il Napoli campione uscente, tuttavia subito estromesso dalla lotta per il titolo dopo un inizio sottotono, le milanesi, la rinnovata Juventus e l'outsider Sampdoria.

Il neopromosso Parma fu tra le sorprese della stagione, subito portato dal tecnico Scala nelle coppe europee.

I rossoneri di Arrigo Sacchi presero il comando a punteggio pieno alla terza giornata, rimanendovi sino alla fine di ottobre. La sconfitta casalinga contro la Sampdoria conferì il temporaneo primato a quest'ultima, superata a sua volta dall'Inter il 25 novembre 1990 per effetto del contemporaneo knock-out doriano nella stracittadina. Il 9 dicembre, la compagine nerazzurra trovò un platonico comando solitario allorché Sampdoria e Milan dovettero rinviare i propri impegni, rispettivamente, per maltempo e per la fruttuosa partecipazione alla Coppa Intercontinentale.
Pur tallonati dai genovesi e da una Juventus fin qui convincente, gli uomini di Giovanni Trapattoni mantennero il primato laureandosi simbolicamente campioni d'inverno il 20 gennaio 1991: in una graduatoria fin qui molto corta, il margine sui rivali cittadini era di un punto, mentre l'inedito terzetto composto da doriani, ducali e bianconeri lamentava un ritardo di due lunghezze.

#### Girone di ritorno

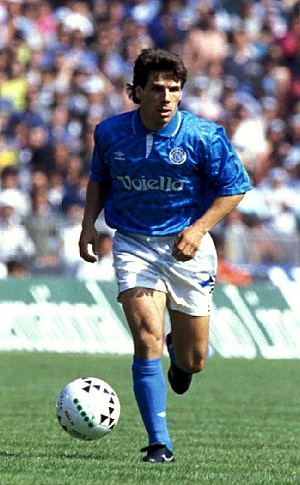
Gianfranco Zola, giovane erede di Maradona al Napoli.

Nel girone di ritorno, complici l'inesperienza della matricola Parma e l'improvviso cedimento della Juventus, la lotta per lo scudetto rimase circoscritta alle sole Inter, Milan e Sampdoria. Furono gli scontri diretti a sancire il dominio blucerchiato: il 17 febbraio la vittoria di Marassi contro i bianconeri lanciò i doriani al primo posto; il 10 marzo anche i rossoneri uscirono sconfitti da Genova; infine il 5 maggio i liguri batterono al Meazza i nerazzurri, ipotecando a conti fatti il titolo. La certezza matematica arrivò il 19 dello stesso mese, dopo la vittoria casalinga per 3-0 contro un Lecce condannato alla retrocessione.
Per gli uomini di Vujadin Boškov, da qualche anno ai vertici del calcio italiano ma che mai erano giunti sul podio del campionato (e per trovare il precedente più rilevante delle sue progenitrici bisognava risalire alla Sampierdarenese finalista nel torneo di Prima Categoria 1921-1922), fu il primo scudetto della storia: i blucerchiati raggiunsero lo storico traguardo grazie a un affiatato gruppo sia dentro sia fuori dal campo – in cui spiccarono i 19 gol del capocannoniere Vialli –, e il tricolore andò a premiare il paziente lavoro di costruzione portato avanti negli anni dal presidente Paolo Mantovani.
Lo scudetto mancava alla città di Genova dall'edizione 1923-1924, quando era stato il Genoa ad appuntarselo al petto. Proprio la squadra rossoblù fu l'altra protagonista del campionato, in un'annata da ricordare per il calcio genovese: Osvaldo Bagnoli mise in piedi un altro piccolo "miracolo sportivo" dopo Verona, portando il grifone dal glorioso passato, ma da oltre mezzo secolo lontano da qualsivoglia successo, a issarsi al quarto posto finale – suo migliore piazzamento nel secondo dopoguerra –, frutto di un undici in cui spiccarono la leadership di capitan Signorini e le reti del bomber cecoslovacco Skuhravý. 

In una stagione storica per il calcio genovese, Bagnoli guidò il Genoa al quarto posto finale, miglior risultato dei rossoblù dal secondo dopoguerra.

Non andarono oltre un settimo posto una Juventus in caduta libera, alle prese con problemi di risultati e incapace di raggiungere la qualificazione alle coppe europee per la prima volta dopo ventotto anni, e il favorito Napoli, scosso in aprile dalla positività di Maradona ai test antidoping; la fuga del Pibe de Oro in Argentina (che proprio a Genova, contro i futuri scudettati, realizzò dal dischetto la sua ultima rete "italiana"), segnò a posteriori il definitivo tramonto dei sogni di gloria della squadra partenopea dopo anni di eccezionali successi; anche se, nell'immediato, da quel momento il Napoli non perse più una partita sino al termine del campionato, tirandosi fuori da situazioni di classifica pericolose e arrivando a sfiorare la zona UEFA, perduta solo all'ultima giornata.
Convincenti prestazioni arrivarono da Torino e Parma, entrambe (grazie alla squalifica internazionale in cui era incappato il Milan) neopromosse da Coppa UEFA, mentre il Cagliari agganciò la salvezza con un turno di anticipo a spese di Lecce e Pisa, con i pugliesi caduti in Serie B dopo tre anni e i toscani a far ritorno tra i cadetti dopo appena un anno, nonostante un buono scatto iniziale comprensivo di due vittorie; quella pisana fu prima squadra a retrocedere dopo aver vinto le prime due gare di campionato, suo malgrado eguagliata dal Piacenza nel campionato 2002-2003.
Caddero anche Cesena e Bologna, rimaste sul fondo per gran parte del campionato: per i felsinei fu l'inizio di un periodo di declino identico a quello già vissuto agli inizi del decennio precedente, mentre ben più lungo sarà l'oblio dei romagnoli che sarebbero tornati in Serie A solo nella stagione 2010-2011.

## Squadre partecipanti
| Club partecipanti | Stagione | Città    | Stadio                 | Stagione precedente           |
| ----------------- | -------- | -------- | ---------------------- | ----------------------------- |
| Atalanta          | dettagli | Bergamo  | Stadio Comunale        | 7º posto in Serie A           |
| Bari              | dettagli | Bari     | Stadio San Nicola      | 10º posto in Serie A          |
| Bologna           | dettagli | Bologna  | Stadio Renato Dall'Ara | 8º posto in Serie A           |
| Cagliari          | dettagli | Cagliari | Stadio Sant'Elia       | 3º posto in Serie B, promosso |
| Cesena            | dettagli | Cesena   | Stadio Dino Manuzzi    | 12º posto in Serie A          |
| Fiorentina        | dettagli | Firenze  | Stadio Comunale        | 13º posto in Serie A          |
| Genoa             | dettagli | Genova   | Stadio Luigi Ferraris  | 11º posto in Serie A          |
| Inter             | dettagli | Milano   | Stadio Giuseppe Meazza | 3º posto in Serie A           |
| Juventus          | dettagli | Torino   | Stadio delle Alpi      | 4º posto in Serie A           |
| Lazio             | dettagli | Roma     | Stadio Olimpico        | 9º posto in Serie A           |
| Lecce             | dettagli | Lecce    | Stadio Via del Mare    | 14º posto in Serie A          |
| Milan             | dettagli | Milano   | Stadio Giuseppe Meazza | 2º posto in Serie A           |
| Napoli            | dettagli | Napoli   | Stadio San Paolo       | 1º posto in Serie A           |
| Parma             | dettagli | Parma    | Stadio Ennio Tardini   | 4º posto in Serie B, promosso |
| Pisa              | dettagli | Pisa     | Stadio Arena Garibaldi | 2º posto in Serie B, promosso |
| Roma              | dettagli | Roma     | Stadio Olimpico        | 6º posto in Serie A           |
| Sampdoria         | dettagli | Genova   | Stadio Luigi Ferraris  | 5º posto in Serie A           |
| Torino            | dettagli | Torino   | Stadio delle Alpi      | 1º posto in Serie B, promosso |

## Allenatori e primatisti
| Squadra    | Allenatore | Calciatore più presente                                 | Cannoniere                                   |
| ---------- | --- | ------------------------------------------------------- | -------------------------------------------- |
| Atalanta   | Pierluigi Frosio (1ª-18ª) Bruno Giorgi (19ª-34ª)                                                                                 | Fabrizio Ferron (34)                                    | Claudio Caniggia, Evair (10)                 |
| Bari       | Gaetano Salvemini | Massimo Brambati, Gérson, Angelo Terracenere (31)       | João Paulo (12)                              |
| Bologna    | Franco Scoglio (1ª-6ª) Luigi Radice (7ª-34ª)                                                                                     | Herbert Waas (32)                                       | Kubilay Türkyılmaz (9)                       |
| Cagliari   | Claudio Ranieri | Gianfranco Matteoli (34)                                | Daniel Fonseca (8)                           |
| Cesena     | Marcello Lippi (1ª-17ª) Giampiero Ceccarelli e Renato Lucchi (D.T.) (18ª-22ª) Alberto Batistoni e Renato Lucchi (D.T.) (23ª-34ª) | Massimo Ciocci (33)                                     | Massimo Ciocci (13)                          |
| Fiorentina | Sebastião Lazaroni | Mario Faccenda (33)                                     | Diego Fuser, Massimo Orlando (8)             |
| Genoa      | Osvaldo Bagnoli | Roberto Onorati, Tomáš Skuhravý, Vincenzo Torrente (33) | Carlos Alberto Aguilera, Tomáš Skuhravý (15) |
| Inter      | Giovanni Trapattoni | Alessandro Bianchi (34)                                 | Lothar Matthäus (16)                         |
| Juventus   | Luigi Maifredi | Stefano Tacconi (34)                                    | Roberto Baggio (14)                          |
| Lazio      | Dino Zoff | Valerio Fiori, Raffaele Sergio (34)                     | Rubén Sosa (11)                              |
| Lecce      | Zbigniew Boniek | Mazinho (34)                                            | Pedro Pasculli (7)                           |
| Milan      | Arrigo Sacchi | Franco Baresi, Marco van Basten (31)                    | Marco van Basten (11)                        |
| Napoli     | Alberto Bigon | Giovanni Galli (33)                                     | Careca (9)                                   |
| Parma      | Nevio Scala | Enzo Gambaro, Taffarel (34)                             | Alessandro Melli (13)                        |
| Pisa       | Luca Giannini e Mircea Lucescu (D.T.) (1ª-24ª) Luca Giannini (25ª-34ª)                                                           | Aldo Dolcetti, Henrik Larsen, Maurizio Neri (33)        | Michele Padovano (11)                        |
| Roma       | Ottavio Bianchi | Thomas Berthold, Amedeo Carboni, Rudi Völler (30)       | Rudi Völler (11)                             |
| Sampdoria  | Narciso Pezzotti e Vujadin Boškov (D.T.)                                                                                         | Giuseppe Dossena (34)                                   | Gianluca Vialli (19)                         |
| Torino     | Emiliano Mondonico | Gianluigi Lentini (34)                                  | Giorgio Bresciani (13)                       |

## Classifica finale
|         | Pos. | Squadra    | Pt | G  | V  | N  | P  | GF | GS | DR  |
| ------- | ---- | ---------- | -- | -- | -- | -- | -- | -- | -- | --- |
|         | 1.   | Sampdoria  | 51 | 34 | 20 | 11 | 3  | 57 | 24 | +33 |
|         | 2.   | Milan      | 46 | 34 | 18 | 10 | 6  | 46 | 19 | +27 |
|         | 3.   | Inter      | 46 | 34 | 18 | 10 | 6  | 56 | 31 | +25 |
|         | 4.   | Genoa      | 40 | 34 | 14 | 12 | 8  | 51 | 36 | +15 |
|         | 5.   | Torino     | 38 | 34 | 12 | 14 | 8  | 40 | 29 | +11 |
|         | 6.   | Parma      | 38 | 34 | 13 | 12 | 9  | 35 | 31 | +4  |
|         | 7.   | Juventus   | 37 | 34 | 13 | 11 | 10 | 45 | 32 | +13 |
|         | 8.   | Napoli     | 37 | 34 | 11 | 15 | 8  | 37 | 37 | 0   |
| [ N 3 ] | 9.   | Roma       | 36 | 34 | 11 | 14 | 9  | 43 | 37 | +6  |
|         | 10.  | Atalanta   | 35 | 34 | 11 | 13 | 10 | 38 | 37 | +1  |
|         | 11.  | Lazio      | 35 | 34 | 8  | 19 | 7  | 33 | 36 | -3  |
|         | 12.  | Fiorentina | 31 | 34 | 8  | 15 | 11 | 40 | 34 | +6  |
|         | 13.  | Bari       | 29 | 34 | 9  | 11 | 14 | 41 | 47 | -6  |
|         | 14.  | Cagliari   | 29 | 34 | 6  | 17 | 11 | 29 | 44 | -15 |
|         | 15.  | Lecce      | 25 | 34 | 6  | 13 | 15 | 20 | 47 | -27 |
|         | 16.  | Pisa       | 22 | 34 | 8  | 6  | 20 | 34 | 60 | -26 |
|         | 17.  | Cesena     | 19 | 34 | 5  | 9  | 20 | 28 | 58 | -30 |
|         | 18.  | Bologna    | 18 | 34 | 4  | 10 | 20 | 29 | 63 | -34 |

Legenda:
      Campione d'Italia e qualificata in Coppa dei Campioni 1991-1992
      Qualificata in Coppa delle Coppe 1991-1992.
      Qualificate in Coppa UEFA 1991-1992.
      Retrocesse in Serie B 1991-1992.
Regolamento:
Due punti a vittoria, uno a pareggio, zero a sconfitta.
A parità di punti valeva la classifica avulsa, eccetto per l'assegnazione dello scudetto, dei posti salvezza-retrocessione e qualificazione-esclusione dalla Coppa UEFA per i quali era previsto uno spareggio.
Note:
Milan non qualificato alle competizioni europee per effetto della squalifica erogata in seguito all'abbandono del campo durante l'incontro dei quarti di finale di Coppa dei Campioni contro l'Olympique Marsiglia. La UEFA accettò la sostituzione interna evitando lo spareggio fra Torino e Parma.

### Squadra campione
| Formazione tipo | Giocatori (presenze)       |
| --- | -------------------------- |
| Pagliuca Lanna Mannini Vierchowod Katanec Lombardo Pari Mychajlyčenko Dossena Vialli Mancini                                                                                                | Gianluca Pagliuca (32)     |
| Pagliuca Lanna Mannini Vierchowod Katanec Lombardo Pari Mychajlyčenko Dossena Vialli Mancini                                                                                                | Marco Lanna (26)           |
| Pagliuca Lanna Mannini Vierchowod Katanec Lombardo Pari Mychajlyčenko Dossena Vialli Mancini                                                                                                | Moreno Mannini (26)        |
| Pagliuca Lanna Mannini Vierchowod Katanec Lombardo Pari Mychajlyčenko Dossena Vialli Mancini                                                                                                | Pietro Vierchowod (30)     |
| Pagliuca Lanna Mannini Vierchowod Katanec Lombardo Pari Mychajlyčenko Dossena Vialli Mancini                                                                                                | Srečko Katanec (26)        |
| Pagliuca Lanna Mannini Vierchowod Katanec Lombardo Pari Mychajlyčenko Dossena Vialli Mancini                                                                                                | Attilio Lombardo (32)      |
| Pagliuca Lanna Mannini Vierchowod Katanec Lombardo Pari Mychajlyčenko Dossena Vialli Mancini                                                                                                | Fausto Pari (33)           |
| Pagliuca Lanna Mannini Vierchowod Katanec Lombardo Pari Mychajlyčenko Dossena Vialli Mancini                                                                                                | Oleksij Mychajlyčenko (24) |
| Pagliuca Lanna Mannini Vierchowod Katanec Lombardo Pari Mychajlyčenko Dossena Vialli Mancini                                                                                                | Giuseppe Dossena (34)      |
| Pagliuca Lanna Mannini Vierchowod Katanec Lombardo Pari Mychajlyčenko Dossena Vialli Mancini                                                                                                | Gianluca Vialli (26)       |
| Pagliuca Lanna Mannini Vierchowod Katanec Lombardo Pari Mychajlyčenko Dossena Vialli Mancini                                                                                                | Roberto Mancini (30)       |
| Altri giocatori: Giovanni Invernizzi (31), Ivano Bonetti (25), Marco Branca (20), Luca Pellegrini (15), Toninho Cerezo (12), Umberto Calcagno (2), Giulio Nuciari (2), Michele Mignani (1). |                            |

## Risultati

### Tabellone
|            | ATA  | BAR  | BOL  | CAG  | CES  | FIO  | GEN  | INT  | JUV  | LAZ  | LEC  | MIL  | NAP  | PAR  | PIS  | ROM  | SAM  | TOR  |
| ---------- | ---- | ---- | ---- | ---- | ---- | ---- | ---- | ---- | ---- | ---- | ---- | ---- | ---- | ---- | ---- | ---- | ---- | ---- |
| Atalanta   | –––– | 2-0  | 4-0  | 2-1  | 3-0  | 2-1  | 0-0  | 1-1  | 0-0  | 4-1  | 2-1  | 0-2  | 0-0  | 0-0  | 1-0  | 2-2  | 1-1  | 0-1  |
| Bari       | 4-1  | –––– | 4-0  | 4-1  | 1-0  | 0-0  | 4-0  | 1-1  | 2-0  | 0-0  | 1-1  | 2-1  | 0-0  | 2-2  | 2-0  | 0-1  | 1-1  | 2-1  |
| Bologna    | 1-1  | 3-0  | –––– | 1-2  | 0-1  | 1-1  | 0-3  | 0-0  | 0-1  | 1-2  | 1-1  | 1-1  | 1-0  | 1-3  | 0-1  | 2-3  | 0-3  | 1-0  |
| Cagliari   | 1-1  | 1-1  | 0-0  | –––– | 0-0  | 1-1  | 1-0  | 0-3  | 0-0  | 0-1  | 2-0  | 1-1  | 1-1  | 2-1  | 2-1  | 0-0  | 0-0  | 1-2  |
| Cesena     | 0-1  | 4-2  | 3-2  | 3-0  | –––– | 0-4  | 1-1  | 1-5  | 1-1  | 1-1  | 3-1  | 0-1  | 0-0  | 0-1  | 1-1  | 1-1  | 0-1  | 2-2  |
| Fiorentina | 3-1  | 1-1  | 1-0  | 4-1  | 2-0  | –––– | 2-2  | 0-0  | 1-0  | 1-1  | 0-0  | 0-0  | 0-0  | 2-3  | 4-0  | 1-1  | 0-0  | 0-0  |
| Genoa      | 2-0  | 3-1  | 0-0  | 2-2  | 4-1  | 3-2  | –––– | 3-0  | 2-0  | 3-1  | 0-0  | 1-1  | 1-1  | 2-1  | 4-2  | 3-0  | 0-0  | 0-0  |
| Inter      | 3-1  | 5-1  | 1-0  | 1-1  | 2-0  | 1-1  | 2-1  | –––– | 2-0  | 2-0  | 5-0  | 0-1  | 2-1  | 2-1  | 6-3  | 2-1  | 0-2  | 1-0  |
| Juventus   | 1-1  | 3-1  | 1-1  | 2-2  | 3-0  | 2-1  | 0-1  | 4-2  | –––– | 0-0  | 0-0  | 0-3  | 1-0  | 5-0  | 4-2  | 5-0  | 0-0  | 1-2  |
| Lazio      | 2-2  | 1-1  | 3-1  | 1-1  | 1-1  | 2-1  | 1-1  | 0-0  | 1-0  | –––– | 2-0  | 1-1  | 0-2  | 0-0  | 0-0  | 1-1  | 3-3  | 2-1  |
| Lecce      | 0-0  | 1-1  | 1-3  | 2-0  | 2-0  | 2-0  | 0-3  | 0-2  | 0-1  | 1-0  | –––– | 0-3  | 0-0  | 1-0  | 1-1  | 1-1  | 1-0  | 1-1  |
| Milan      | 0-1  | 2-0  | 6-0  | 2-0  | 2-0  | 2-1  | 1-0  | 0-1  | 2-0  | 3-1  | 1-0  | –––– | 4-1  | 0-0  | 1-0  | 1-1  | 0-1  | 1-0  |
| Napoli     | 2-0  | 1-0  | 3-2  | 1-2  | 1-0  | 1-0  | 1-0  | 1-1  | 1-1  | 2-1  | 2-2  | 1-1  | –––– | 4-2  | 2-1  | 1-1  | 1-4  | 2-1  |
| Parma      | 1-0  | 1-0  | 1-1  | 2-0  | 2-0  | 1-0  | 2-1  | 0-0  | 1-2  | 0-0  | 0-0  | 2-0  | 1-0  | –––– | 2-3  | 2-1  | 0-0  | 0-0  |
| Pisa       | 0-2  | 1-0  | 2-2  | 1-0  | 3-2  | 0-4  | 0-0  | 0-1  | 1-5  | 0-1  | 4-0  | 0-1  | 1-1  | 0-2  | –––– | 0-1  | 0-3  | 2-0  |
| Roma       | 2-1  | 1-0  | 4-1  | 0-0  | 4-1  | 4-0  | 3-1  | 1-1  | 0-1  | 1-1  | 3-0  | 0-0  | 1-1  | 1-1  | 0-2  | –––– | 0-1  | 2-0  |
| Sampdoria  | 4-1  | 3-2  | 2-1  | 2-2  | 1-0  | 1-0  | 1-2  | 3-1  | 1-0  | 1-1  | 3-0  | 2-0  | 4-1  | 1-0  | 4-2  | 2-1  | –––– | 1-2  |
| Torino     | 0-0  | 4-0  | 4-1  | 1-1  | 2-1  | 1-1  | 5-2  | 2-0  | 1-1  | 0-0  | 2-0  | 1-1  | 1-1  | 0-0  | 1-0  | 1-0  | 1-1  | –––– |

### Calendario
| andata (1ª) | andata (1ª) | 1ª giornata      | ritorno (18ª) | ritorno (18ª) |
|             |             |                  |               |               |
| 9 set.      | 2-0         | Atalanta-Bari    | 1-4           | 27 gen.       |
| 9 set.      | 0-1         | Bologna-Pisa     | 2-2           | 27 gen.       |
| 9 set.      | 0-3         | Cagliari-Inter   | 1-1           | 27 gen.       |
| 9 set.      | 0-0         | Lecce-Napoli     | 2-2           | 27 gen.       |
| 9 set.      | 1-0         | Milan-Genoa      | 1-1           | 27 gen.       |
| 9 set.      | 1-2         | Parma-Juventus   | 0-5           | 27 gen.       |
| 9 set.      | 4-0         | Roma-Fiorentina  | 1-1           | 27 gen.       |
| 9 set.      | 1-0         | Sampdoria-Cesena | 1-0           | 27 gen.       |
| 9 set.      | 0-0         | Torino-Lazio     | 1-2           | 27 gen.       |

| andata (2ª) | andata (2ª) | 2ª giornata          | ritorno (19ª) | ritorno (19ª) |
|             |             |                      |               |               |
| 16 set.     | 2-1         | Bari-Torino          | 0-4           | 3 feb.        |
| 16 set.     | 0-1         | Cesena-Milan         | 0-2           | 3 feb.        |
| 16 set.     | 0-0         | Fiorentina-Sampdoria | 0-1           | 3 feb.        |
| 16 set.     | 3-0         | Genoa-Roma           | 1-3           | 3 feb.        |
| 16 set.     | 1-0         | Inter-Bologna        | 0-0           | 3 feb.        |
| 16 set.     | 1-1         | Juventus-Atalanta    | 0-0           | 3 feb.        |
| 16 set.     | 0-0         | Lazio-Parma          | 0-0           | 3 feb.        |
| 16 set.     | 1-2         | Napoli-Cagliari      | 1-1           | 3 feb.        |
| 16 set.     | 4-0         | Pisa-Lecce           | 1-1           | 3 feb.        |

| andata (1ª) | andata (1ª) | 1ª giornata      | ritorno (18ª) | ritorno (18ª) |
|             |             |                  |               |               |
| 9 set.      | 2-0         | Atalanta-Bari    | 1-4           | 27 gen.       |
| 9 set.      | 0-1         | Bologna-Pisa     | 2-2           | 27 gen.       |
| 9 set.      | 0-3         | Cagliari-Inter   | 1-1           | 27 gen.       |
| 9 set.      | 0-0         | Lecce-Napoli     | 2-2           | 27 gen.       |
| 9 set.      | 1-0         | Milan-Genoa      | 1-1           | 27 gen.       |
| 9 set.      | 1-2         | Parma-Juventus   | 0-5           | 27 gen.       |
| 9 set.      | 4-0         | Roma-Fiorentina  | 1-1           | 27 gen.       |
| 9 set.      | 1-0         | Sampdoria-Cesena | 1-0           | 27 gen.       |
| 9 set.      | 0-0         | Torino-Lazio     | 1-2           | 27 gen.       |

| andata (2ª) | andata (2ª) | 2ª giornata          | ritorno (19ª) | ritorno (19ª) |
|             |             |                      |               |               |
| 16 set.     | 2-1         | Bari-Torino          | 0-4           | 3 feb.        |
| 16 set.     | 0-1         | Cesena-Milan         | 0-2           | 3 feb.        |
| 16 set.     | 0-0         | Fiorentina-Sampdoria | 0-1           | 3 feb.        |
| 16 set.     | 3-0         | Genoa-Roma           | 1-3           | 3 feb.        |
| 16 set.     | 1-0         | Inter-Bologna        | 0-0           | 3 feb.        |
| 16 set.     | 1-1         | Juventus-Atalanta    | 0-0           | 3 feb.        |
| 16 set.     | 0-0         | Lazio-Parma          | 0-0           | 3 feb.        |
| 16 set.     | 1-2         | Napoli-Cagliari      | 1-1           | 3 feb.        |
| 16 set.     | 4-0         | Pisa-Lecce           | 1-1           | 3 feb.        |

| andata (3ª) | andata (3ª) | 3ª giornata       | ritorno (20ª) | ritorno (20ª) |
|             |             |                   |               |               |
| 23 set.     | 2-1         | Atalanta-Cagliari | 1-1           | 10 feb.       |
| 23 set.     | 1-1         | Cesena-Juventus   | 0-3           | 10 feb.       |
| 23 set.     | 1-0         | Lecce-Lazio       | 0-2           | 10 feb.       |
| 23 set.     | 2-1         | Milan-Fiorentina  | 0-0           | 10 feb.       |
| 23 set.     | 1-0         | Parma-Napoli      | 2-4           | 10 feb.       |
| 23 set.     | 0-0         | Pisa-Genoa        | 2-4           | 10 feb.       |
| 23 set.     | 1-0         | Roma-Bari         | 1-0           | 10 feb.       |
| 23 set.     | 2-1         | Sampdoria-Bologna | 3-0           | 10 feb.       |
| 23 set.     | 2-0         | Torino-Inter      | 0-1           | 10 feb.       |

| andata (4ª) | andata (4ª) | 4ª giornata         | ritorno (21ª) | ritorno (21ª) |
|             |             |                     |               |               |
| 30 set.     | 2-2         | Bari-Parma          | 0-1           | 17 feb.       |
| 30 set.     | 1-0         | Bologna-Torino      | 1-4           | 17 feb.       |
| 30 set.     | 0-0         | Cagliari-Cesena     | 0-3           | 17 feb.       |
| 30 set.     | 3-1         | Fiorentina-Atalanta | 1-2           | 17 feb.       |
| 30 set.     | 0-0         | Genoa-Lecce         | 3-0           | 17 feb.       |
| 30 set.     | 2-1         | Inter-Roma          | 1-1           | 17 feb.       |
| 30 set.     | 0-0         | Juventus-Sampdoria  | 0-1           | 17 feb.       |
| 30 set.     | 1-1         | Lazio-Milan         | 1-3           | 17 feb.       |
| 30 set.     | 2-1         | Napoli-Pisa         | 1-1           | 17 feb.       |

| andata (3ª) | andata (3ª) | 3ª giornata       | ritorno (20ª) | ritorno (20ª) |
|             |             |                   |               |               |
| 23 set.     | 2-1         | Atalanta-Cagliari | 1-1           | 10 feb.       |
| 23 set.     | 1-1         | Cesena-Juventus   | 0-3           | 10 feb.       |
| 23 set.     | 1-0         | Lecce-Lazio       | 0-2           | 10 feb.       |
| 23 set.     | 2-1         | Milan-Fiorentina  | 0-0           | 10 feb.       |
| 23 set.     | 1-0         | Parma-Napoli      | 2-4           | 10 feb.       |
| 23 set.     | 0-0         | Pisa-Genoa        | 2-4           | 10 feb.       |
| 23 set.     | 1-0         | Roma-Bari         | 1-0           | 10 feb.       |
| 23 set.     | 2-1         | Sampdoria-Bologna | 3-0           | 10 feb.       |
| 23 set.     | 2-0         | Torino-Inter      | 0-1           | 10 feb.       |

| andata (4ª) | andata (4ª) | 4ª giornata         | ritorno (21ª) | ritorno (21ª) |
|             |             |                     |               |               |
| 30 set.     | 2-2         | Bari-Parma          | 0-1           | 17 feb.       |
| 30 set.     | 1-0         | Bologna-Torino      | 1-4           | 17 feb.       |
| 30 set.     | 0-0         | Cagliari-Cesena     | 0-3           | 17 feb.       |
| 30 set.     | 3-1         | Fiorentina-Atalanta | 1-2           | 17 feb.       |
| 30 set.     | 0-0         | Genoa-Lecce         | 3-0           | 17 feb.       |
| 30 set.     | 2-1         | Inter-Roma          | 1-1           | 17 feb.       |
| 30 set.     | 0-0         | Juventus-Sampdoria  | 0-1           | 17 feb.       |
| 30 set.     | 1-1         | Lazio-Milan         | 1-3           | 17 feb.       |
| 30 set.     | 2-1         | Napoli-Pisa         | 1-1           | 17 feb.       |

| andata (5ª) | andata (5ª) | 5ª giornata     | ritorno (22ª) | ritorno (22ª) |
|             |             |                 |               |               |
| 7 ott.      | 1-1         | Atalanta-Inter  | 1-3           | 24 feb.       |
| 7 ott.      | 4-2         | Cesena-Bari     | 0-1           | 24 feb.       |
| 7 ott.      | 1-1         | Genoa-Napoli    | 0-1           | 24 feb.       |
| 7 ott.      | 3-1         | Lazio-Bologna   | 2-1           | 24 feb.       |
| 7 ott.      | 0-1         | Lecce-Juventus  | 0-0           | 24 feb.       |
| 7 ott.      | 2-0         | Milan-Cagliari  | 1-1           | 24 feb.       |
| 7 ott.      | 0-0         | Parma-Sampdoria | 0-1           | 24 feb.       |
| 7 ott.      | 0-4         | Pisa-Fiorentina | 0-4           | 24 feb.       |
| 7 ott.      | 1-0         | Torino-Roma     | 0-2           | 24 feb.       |

| andata (6ª) | andata (6ª) | 6ª giornata        | ritorno (23ª) | ritorno (23ª) |
|             |             |                    |               |               |
| 21 ott.     | 4-0         | Bari-Genoa         | 1-3           | 3 mar.        |
| 21 ott.     | 0-1         | Bologna-Cesena     | 2-3           | 3 mar.        |
| 21 ott.     | 1-2         | Cagliari-Torino    | 1-1           | 3 mar.        |
| 21 ott.     | 2-3         | Fiorentina-Parma   | 0-1           | 3 mar.        |
| 21 ott.     | 6-3         | Inter-Pisa         | 1-0           | 3 mar.        |
| 21 ott.     | 0-0         | Juventus-Lazio     | 0-1           | 3 mar.        |
| 21 ott.     | 1-1         | Napoli-Milan       | 1-4           | 3 mar.        |
| 21 ott.     | 3-0         | Roma-Lecce         | 1-1           | 3 mar.        |
| 21 ott.     | 4-1         | Sampdoria-Atalanta | 1-1           | 3 mar.        |

| andata (5ª) | andata (5ª) | 5ª giornata     | ritorno (22ª) | ritorno (22ª) |
|             |             |                 |               |               |
| 7 ott.      | 1-1         | Atalanta-Inter  | 1-3           | 24 feb.       |
| 7 ott.      | 4-2         | Cesena-Bari     | 0-1           | 24 feb.       |
| 7 ott.      | 1-1         | Genoa-Napoli    | 0-1           | 24 feb.       |
| 7 ott.      | 3-1         | Lazio-Bologna   | 2-1           | 24 feb.       |
| 7 ott.      | 0-1         | Lecce-Juventus  | 0-0           | 24 feb.       |
| 7 ott.      | 2-0         | Milan-Cagliari  | 1-1           | 24 feb.       |
| 7 ott.      | 0-0         | Parma-Sampdoria | 0-1           | 24 feb.       |
| 7 ott.      | 0-4         | Pisa-Fiorentina | 0-4           | 24 feb.       |
| 7 ott.      | 1-0         | Torino-Roma     | 0-2           | 24 feb.       |

| andata (6ª) | andata (6ª) | 6ª giornata        | ritorno (23ª) | ritorno (23ª) |
|             |             |                    |               |               |
| 21 ott.     | 4-0         | Bari-Genoa         | 1-3           | 3 mar.        |
| 21 ott.     | 0-1         | Bologna-Cesena     | 2-3           | 3 mar.        |
| 21 ott.     | 1-2         | Cagliari-Torino    | 1-1           | 3 mar.        |
| 21 ott.     | 2-3         | Fiorentina-Parma   | 0-1           | 3 mar.        |
| 21 ott.     | 6-3         | Inter-Pisa         | 1-0           | 3 mar.        |
| 21 ott.     | 0-0         | Juventus-Lazio     | 0-1           | 3 mar.        |
| 21 ott.     | 1-1         | Napoli-Milan       | 1-4           | 3 mar.        |
| 21 ott.     | 3-0         | Roma-Lecce         | 1-1           | 3 mar.        |
| 21 ott.     | 4-1         | Sampdoria-Atalanta | 1-1           | 3 mar.        |

| andata (7ª) | andata (7ª) | 7ª giornata       | ritorno (24ª) | ritorno (24ª) |
|             |             |                   |               |               |
| 28 ott.     | 2-2         | Cesena-Torino     | 1-2           | 10 mar.       |
| 28 ott.     | 0-0         | Genoa-Bologna     | 3-0           | 10 mar.       |
| 28 ott.     | 4-2         | Juventus-Inter    | 0-2           | 10 mar.       |
| 28 ott.     | 1-1         | Lazio-Bari        | 0-0           | 10 mar.       |
| 28 ott.     | 0-0         | Lecce-Atalanta    | 1-2           | 10 mar.       |
| 28 ott.     | 0-1         | Milan-Sampdoria   | 0-2           | 10 mar.       |
| 28 ott.     | 1-0         | Napoli-Fiorentina | 0-0           | 10 mar.       |
| 28 ott.     | 2-1         | Parma-Roma        | 1-1           | 10 mar.       |
| 28 ott.     | 1-0         | Pisa-Cagliari     | 1-2           | 10 mar.       |

| andata (8ª) | andata (8ª) | 8ª giornata      | ritorno (25ª) | ritorno (25ª) |
|             |             |                  |               |               |
| 11 nov.     | 0-2         | Atalanta-Milan   | 1-0           | 17 mar.       |
| 11 nov.     | 0-0         | Bari-Napoli      | 0-1           | 17 mar.       |
| 11 nov.     | 0-1         | Bologna-Juventus | 1-1           | 17 mar.       |
| 11 nov.     | 0-1         | Cagliari-Lazio   | 1-1           | 17 mar.       |
| 11 nov.     | 2-2         | Fiorentina-Genoa | 2-3           | 17 mar.       |
| 11 nov.     | 2-1         | Inter-Parma      | 0-0           | 17 mar.       |
| 11 nov.     | 4-1         | Roma-Cesena      | 1-1           | 17 mar.       |
| 11 nov.     | 4-2         | Sampdoria-Pisa   | 3-0           | 17 mar.       |
| 11 nov.     | 2-0         | Torino-Lecce     | 1-1           | 17 mar.       |

| andata (7ª) | andata (7ª) | 7ª giornata       | ritorno (24ª) | ritorno (24ª) |
|             |             |                   |               |               |
| 28 ott.     | 2-2         | Cesena-Torino     | 1-2           | 10 mar.       |
| 28 ott.     | 0-0         | Genoa-Bologna     | 3-0           | 10 mar.       |
| 28 ott.     | 4-2         | Juventus-Inter    | 0-2           | 10 mar.       |
| 28 ott.     | 1-1         | Lazio-Bari        | 0-0           | 10 mar.       |
| 28 ott.     | 0-0         | Lecce-Atalanta    | 1-2           | 10 mar.       |
| 28 ott.     | 0-1         | Milan-Sampdoria   | 0-2           | 10 mar.       |
| 28 ott.     | 1-0         | Napoli-Fiorentina | 0-0           | 10 mar.       |
| 28 ott.     | 2-1         | Parma-Roma        | 1-1           | 10 mar.       |
| 28 ott.     | 1-0         | Pisa-Cagliari     | 1-2           | 10 mar.       |

| andata (8ª) | andata (8ª) | 8ª giornata      | ritorno (25ª) | ritorno (25ª) |
|             |             |                  |               |               |
| 11 nov.     | 0-2         | Atalanta-Milan   | 1-0           | 17 mar.       |
| 11 nov.     | 0-0         | Bari-Napoli      | 0-1           | 17 mar.       |
| 11 nov.     | 0-1         | Bologna-Juventus | 1-1           | 17 mar.       |
| 11 nov.     | 0-1         | Cagliari-Lazio   | 1-1           | 17 mar.       |
| 11 nov.     | 2-2         | Fiorentina-Genoa | 2-3           | 17 mar.       |
| 11 nov.     | 2-1         | Inter-Parma      | 0-0           | 17 mar.       |
| 11 nov.     | 4-1         | Roma-Cesena      | 1-1           | 17 mar.       |
| 11 nov.     | 4-2         | Sampdoria-Pisa   | 3-0           | 17 mar.       |
| 11 nov.     | 2-0         | Torino-Lecce     | 1-1           | 17 mar.       |

| andata (9ª) | andata (9ª) | 9ª giornata         | ritorno (26ª) | ritorno (26ª) |
|             |             |                     |               |               |
| 18 nov.     | 3-0         | Bologna-Bari        | 0-4           | 24 mar.       |
| 18 nov.     | 1-1         | Cagliari-Fiorentina | 1-4           | 24 mar.       |
| 18 nov.     | 0-0         | Genoa-Torino        | 2-5           | 24 mar.       |
| 18 nov.     | 5-0         | Juventus-Roma       | 1-0           | 24 mar.       |
| 18 nov.     | 2-2         | Lazio-Atalanta      | 1-4           | 24 mar.       |
| 18 nov.     | 2-0         | Lecce-Cesena        | 1-3           | 24 mar.       |
| 18 nov.     | 0-1         | Milan-Inter         | 1-0           | 24 mar.       |
| 18 nov.     | 1-4         | Napoli-Sampdoria    | 1-4           | 24 mar.       |
| 18 nov.     | 0-2         | Pisa-Parma          | 3-2           | 24 mar.       |

| andata (10ª) | andata (10ª) | 10ª giornata     | ritorno (27ª) | ritorno (27ª) |
|              |              |                  |               |               |
| 25 nov.      | 1-0          | Atalanta-Pisa    | 2-0           | 30 mar.       |
| 25 nov.      | 2-0          | Bari-Juventus    | 1-3           | 30 mar.       |
| 25 nov.      | 1-1          | Cesena-Lazio     | 1-1           | 30 mar.       |
| 25 nov.      | 0-0          | Fiorentina-Lecce | 0-2           | 30 mar.       |
| 25 nov.      | 2-1          | Inter-Napoli     | 1-1           | 30 mar.       |
| 25 nov.      | 2-0          | Parma-Cagliari   | 1-2           | 30 mar.       |
| 25 nov.      | 4-1          | Roma-Bologna     | 3-2           | 30 mar.       |
| 25 nov.      | 1-2          | Sampdoria-Genoa  | 0-0           | 30 mar.       |
| 25 nov.      | 1-1          | Torino-Milan     | 0-1           | 30 mar.       |

| andata (9ª) | andata (9ª) | 9ª giornata         | ritorno (26ª) | ritorno (26ª) |
|             |             |                     |               |               |
| 18 nov.     | 3-0         | Bologna-Bari        | 0-4           | 24 mar.       |
| 18 nov.     | 1-1         | Cagliari-Fiorentina | 1-4           | 24 mar.       |
| 18 nov.     | 0-0         | Genoa-Torino        | 2-5           | 24 mar.       |
| 18 nov.     | 5-0         | Juventus-Roma       | 1-0           | 24 mar.       |
| 18 nov.     | 2-2         | Lazio-Atalanta      | 1-4           | 24 mar.       |
| 18 nov.     | 2-0         | Lecce-Cesena        | 1-3           | 24 mar.       |
| 18 nov.     | 0-1         | Milan-Inter         | 1-0           | 24 mar.       |
| 18 nov.     | 1-4         | Napoli-Sampdoria    | 1-4           | 24 mar.       |
| 18 nov.     | 0-2         | Pisa-Parma          | 3-2           | 24 mar.       |

| andata (10ª) | andata (10ª) | 10ª giornata     | ritorno (27ª) | ritorno (27ª) |
|              |              |                  |               |               |
| 25 nov.      | 1-0          | Atalanta-Pisa    | 2-0           | 30 mar.       |
| 25 nov.      | 2-0          | Bari-Juventus    | 1-3           | 30 mar.       |
| 25 nov.      | 1-1          | Cesena-Lazio     | 1-1           | 30 mar.       |
| 25 nov.      | 0-0          | Fiorentina-Lecce | 0-2           | 30 mar.       |
| 25 nov.      | 2-1          | Inter-Napoli     | 1-1           | 30 mar.       |
| 25 nov.      | 2-0          | Parma-Cagliari   | 1-2           | 30 mar.       |
| 25 nov.      | 4-1          | Roma-Bologna     | 3-2           | 30 mar.       |
| 25 nov.      | 1-2          | Sampdoria-Genoa  | 0-0           | 30 mar.       |
| 25 nov.      | 1-1          | Torino-Milan     | 0-1           | 30 mar.       |

| andata (11ª) | andata (11ª) | 11ª giornata        | ritorno (28ª) | ritorno (28ª) |
|              |              |                     |               |               |
| 2 dic.       | 1-1          | Bari-Inter          | 1-5           | 6 apr.        |
| 2 dic.       | 1-1          | Bologna-Atalanta    | 0-4           | 7 apr.        |
| 2 dic.       | 0-0          | Cagliari-Sampdoria  | 2-2           | 7 apr.        |
| 2 dic.       | 2-1          | Genoa-Parma         | 1-2           | 7 apr.        |
| 2 dic.       | 2-1          | Juventus-Fiorentina | 0-1           | 6 apr.        |
| 2 dic.       | 1-1          | Lazio-Roma          | 1-1           | 6 apr.        |
| 2 dic.       | 1-0          | Milan-Lecce         | 3-0           | 7 apr.        |
| 2 dic.       | 2-1          | Napoli-Torino       | 1-1           | 7 apr.        |
| 2 dic.       | 3-2          | Pisa-Cesena         | 1-1           | 7 apr.        |

| andata (12ª) | andata (12ª) | 12ª giornata    | ritorno (29ª) | ritorno (29ª) |
|              |              |                 |               |               |
| 9 dic.       | 0-0          | Atalanta-Napoli | 0-2           | 14 apr.       |
| 9 dic.       | 1-5          | Cesena-Inter    | 0-2           | 14 apr.       |
| 9 dic.       | 1-1          | Fiorentina-Bari | 0-0           | 14 apr.       |
| 9 dic.       | 1-1          | Lazio-Genoa     | 1-3           | 14 apr.       |
| 9 dic.       | 2-0          | Lecce-Cagliari  | 0-2           | 14 apr.       |
| 23 gen.      | 1-0          | Milan-Pisa      | 1-0           | 14 apr.       |
| 9 dic.       | 1-1          | Parma-Bologna   | 3-1           | 14 apr.       |
| 23 gen.      | 2-1          | Sampdoria-Roma  | 1-0           | 14 apr.       |
| 10 dic.      | 1-1          | Torino-Juventus | 2-1           | 14 apr.       |

| andata (11ª) | andata (11ª) | 11ª giornata        | ritorno (28ª) | ritorno (28ª) |
|              |              |                     |               |               |
| 2 dic.       | 1-1          | Bari-Inter          | 1-5           | 6 apr.        |
| 2 dic.       | 1-1          | Bologna-Atalanta    | 0-4           | 7 apr.        |
| 2 dic.       | 0-0          | Cagliari-Sampdoria  | 2-2           | 7 apr.        |
| 2 dic.       | 2-1          | Genoa-Parma         | 1-2           | 7 apr.        |
| 2 dic.       | 2-1          | Juventus-Fiorentina | 0-1           | 6 apr.        |
| 2 dic.       | 1-1          | Lazio-Roma          | 1-1           | 6 apr.        |
| 2 dic.       | 1-0          | Milan-Lecce         | 3-0           | 7 apr.        |
| 2 dic.       | 2-1          | Napoli-Torino       | 1-1           | 7 apr.        |
| 2 dic.       | 3-2          | Pisa-Cesena         | 1-1           | 7 apr.        |

| andata (12ª) | andata (12ª) | 12ª giornata    | ritorno (29ª) | ritorno (29ª) |
|              |              |                 |               |               |
| 9 dic.       | 0-0          | Atalanta-Napoli | 0-2           | 14 apr.       |
| 9 dic.       | 1-5          | Cesena-Inter    | 0-2           | 14 apr.       |
| 9 dic.       | 1-1          | Fiorentina-Bari | 0-0           | 14 apr.       |
| 9 dic.       | 1-1          | Lazio-Genoa     | 1-3           | 14 apr.       |
| 9 dic.       | 2-0          | Lecce-Cagliari  | 0-2           | 14 apr.       |
| 23 gen.      | 1-0          | Milan-Pisa      | 1-0           | 14 apr.       |
| 9 dic.       | 1-1          | Parma-Bologna   | 3-1           | 14 apr.       |
| 23 gen.      | 2-1          | Sampdoria-Roma  | 1-0           | 14 apr.       |
| 10 dic.      | 1-1          | Torino-Juventus | 2-1           | 14 apr.       |

| andata (13ª) | andata (13ª) | 13ª giornata      | ritorno (30ª) | ritorno (30ª) |
|              |              |                   |               |               |
| 16 dic.      | 1-1          | Bari-Sampdoria    | 2-3           | 21 apr.       |
| 16 dic.      | 1-1          | Bologna-Lecce     | 3-1           | 21 apr.       |
| 16 dic.      | 4-1          | Genoa-Cesena      | 1-1           | 21 apr.       |
| 16 dic.      | 1-1          | Inter-Fiorentina  | 0-0           | 21 apr.       |
| 16 dic.      | 2-2          | Juventus-Cagliari | 0-0           | 21 apr.       |
| 16 dic.      | 2-1          | Napoli-Lazio      | 2-0           | 21 apr.       |
| 16 dic.      | 1-0          | Parma-Atalanta    | 0-0           | 21 apr.       |
| 16 dic.      | 2-0          | Pisa-Torino       | 0-1           | 21 apr.       |
| 16 dic.      | 0-0          | Roma-Milan        | 1-1           | 20 apr.       |

| andata (14ª) | andata (14ª) | 14ª giornata       | ritorno (31ª) | ritorno (31ª) |
|              |              |                    |               |               |
| 30 dic.      | 2-2          | Atalanta-Roma      | 1-2           | 4 mag.        |
| 30 dic.      | 1-0          | Cagliari-Genoa     | 2-2           | 5 mag.        |
| 30 dic.      | 0-0          | Cesena-Napoli      | 0-1           | 5 mag.        |
| 30 dic.      | 1-0          | Fiorentina-Bologna | 1-1           | 5 mag.        |
| 30 dic.      | 0-0          | Lazio-Pisa         | 1-0           | 5 mag.        |
| 30 dic.      | 1-1          | Lecce-Bari         | 1-1           | 5 mag.        |
| 30 dic.      | 2-0          | Milan-Juventus     | 3-0           | 5 mag.        |
| 30 dic.      | 3-1          | Sampdoria-Inter    | 2-0           | 5 mag.        |
| 30 dic.      | 0-0          | Torino-Parma       | 0-0           | 5 mag.        |

| andata (13ª) | andata (13ª) | 13ª giornata      | ritorno (30ª) | ritorno (30ª) |
|              |              |                   |               |               |
| 16 dic.      | 1-1          | Bari-Sampdoria    | 2-3           | 21 apr.       |
| 16 dic.      | 1-1          | Bologna-Lecce     | 3-1           | 21 apr.       |
| 16 dic.      | 4-1          | Genoa-Cesena      | 1-1           | 21 apr.       |
| 16 dic.      | 1-1          | Inter-Fiorentina  | 0-0           | 21 apr.       |
| 16 dic.      | 2-2          | Juventus-Cagliari | 0-0           | 21 apr.       |
| 16 dic.      | 2-1          | Napoli-Lazio      | 2-0           | 21 apr.       |
| 16 dic.      | 1-0          | Parma-Atalanta    | 0-0           | 21 apr.       |
| 16 dic.      | 2-0          | Pisa-Torino       | 0-1           | 21 apr.       |
| 16 dic.      | 0-0          | Roma-Milan        | 1-1           | 20 apr.       |

| andata (14ª) | andata (14ª) | 14ª giornata       | ritorno (31ª) | ritorno (31ª) |
|              |              |                    |               |               |
| 30 dic.      | 2-2          | Atalanta-Roma      | 1-2           | 4 mag.        |
| 30 dic.      | 1-0          | Cagliari-Genoa     | 2-2           | 5 mag.        |
| 30 dic.      | 0-0          | Cesena-Napoli      | 0-1           | 5 mag.        |
| 30 dic.      | 1-0          | Fiorentina-Bologna | 1-1           | 5 mag.        |
| 30 dic.      | 0-0          | Lazio-Pisa         | 1-0           | 5 mag.        |
| 30 dic.      | 1-1          | Lecce-Bari         | 1-1           | 5 mag.        |
| 30 dic.      | 2-0          | Milan-Juventus     | 3-0           | 5 mag.        |
| 30 dic.      | 3-1          | Sampdoria-Inter    | 2-0           | 5 mag.        |
| 30 dic.      | 0-0          | Torino-Parma       | 0-0           | 5 mag.        |

| andata (15ª) | andata (15ª) | 15ª giornata     | ritorno (32ª) | ritorno (32ª) |
|              |              |                  |               |               |
| 6 gen.       | 3-0          | Atalanta-Cesena  | 1-0           | 12 mag.       |
| 6 gen.       | 2-0          | Bari-Pisa        | 0-1           | 12 mag.       |
| 6 gen.       | 1-1          | Bologna-Milan    | 0-6           | 12 mag.       |
| 6 gen.       | 1-1          | Fiorentina-Lazio | 1-2           | 12 mag.       |
| 6 gen.       | 2-1          | Inter-Genoa      | 0-3           | 12 mag.       |
| 6 gen.       | 1-0          | Juventus-Napoli  | 1-1           | 12 mag.       |
| 6 gen.       | 0-0          | Parma-Lecce      | 0-1           | 12 mag.       |
| 6 gen.       | 0-0          | Roma-Cagliari    | 0-0           | 12 mag.       |
| 6 gen.       | 1-2          | Sampdoria-Torino | 1-1           | 12 mag.       |

| andata (16ª) | andata (16ª) | 16ª giornata      | ritorno (33ª) | ritorno (33ª) |
|              |              |                   |               |               |
| 13 gen.      | 0-0          | Cagliari-Bologna  | 2-1           | 19 mag.       |
| 13 gen.      | 0-1          | Cesena-Parma      | 0-2           | 19 mag.       |
| 13 gen.      | 2-0          | Genoa-Atalanta    | 0-0           | 19 mag.       |
| 13 gen.      | 0-0          | Lazio-Inter       | 0-2           | 19 mag.       |
| 13 gen.      | 1-0          | Lecce-Sampdoria   | 0-3           | 19 mag.       |
| 13 gen.      | 2-0          | Milan-Bari        | 1-2           | 19 mag.       |
| 13 gen.      | 1-1          | Napoli-Roma       | 1-1           | 19 mag.       |
| 13 gen.      | 1-5          | Pisa-Juventus     | 2-4           | 19 mag.       |
| 13 gen.      | 1-1          | Torino-Fiorentina | 0-0           | 19 mag.       |

| andata (15ª) | andata (15ª) | 15ª giornata     | ritorno (32ª) | ritorno (32ª) |
|              |              |                  |               |               |
| 6 gen.       | 3-0          | Atalanta-Cesena  | 1-0           | 12 mag.       |
| 6 gen.       | 2-0          | Bari-Pisa        | 0-1           | 12 mag.       |
| 6 gen.       | 1-1          | Bologna-Milan    | 0-6           | 12 mag.       |
| 6 gen.       | 1-1          | Fiorentina-Lazio | 1-2           | 12 mag.       |
| 6 gen.       | 2-1          | Inter-Genoa      | 0-3           | 12 mag.       |
| 6 gen.       | 1-0          | Juventus-Napoli  | 1-1           | 12 mag.       |
| 6 gen.       | 0-0          | Parma-Lecce      | 0-1           | 12 mag.       |
| 6 gen.       | 0-0          | Roma-Cagliari    | 0-0           | 12 mag.       |
| 6 gen.       | 1-2          | Sampdoria-Torino | 1-1           | 12 mag.       |

| andata (16ª) | andata (16ª) | 16ª giornata      | ritorno (33ª) | ritorno (33ª) |
|              |              |                   |               |               |
| 13 gen.      | 0-0          | Cagliari-Bologna  | 2-1           | 19 mag.       |
| 13 gen.      | 0-1          | Cesena-Parma      | 0-2           | 19 mag.       |
| 13 gen.      | 2-0          | Genoa-Atalanta    | 0-0           | 19 mag.       |
| 13 gen.      | 0-0          | Lazio-Inter       | 0-2           | 19 mag.       |
| 13 gen.      | 1-0          | Lecce-Sampdoria   | 0-3           | 19 mag.       |
| 13 gen.      | 2-0          | Milan-Bari        | 1-2           | 19 mag.       |
| 13 gen.      | 1-1          | Napoli-Roma       | 1-1           | 19 mag.       |
| 13 gen.      | 1-5          | Pisa-Juventus     | 2-4           | 19 mag.       |
| 13 gen.      | 1-1          | Torino-Fiorentina | 0-0           | 19 mag.       |

| \| andata (17ª) \| andata (17ª) \| 17ª giornata \| ritorno (34ª) \| ritorno (34ª) \| \| \| \| \| \| \| \| 20 gen. \| 0-1 \| Atalanta-Torino \| 0-0 \| 26 mag. \| \| 20 gen. \| 4-1 \| Bari-Cagliari \| 1-1 \| 26 mag. \| \| 20 gen. \| 1-0 \| Bologna-Napoli \| 2-3 \| 26 mag. \| \| 20 gen. \| 2-0 \| Fiorentina-Cesena \| 4-0 \| 26 mag. \| \| 20 gen. \| 5-0 \| Inter-Lecce \| 2-0 \| 26 mag. \| \| 20 gen. \| 0-1 \| Juventus-Genoa \| 0-2 \| 26 mag. \| \| 20 gen. \| 2-0 \| Parma-Milan \| 0-0 \| 26 mag. \| \| 20 gen. \| 0-2 \| Roma-Pisa \| 1-0 \| 26 mag. \| \| 20 gen. \| 1-1 \| Sampdoria-Lazio \| 3-3 \| 26 mag. \| |              |                   |               |               |
| andata (17ª) | andata (17ª) | 17ª giornata      | ritorno (34ª) | ritorno (34ª) |
| |              |                   |               |               |
| 20 gen. | 0-1          | Atalanta-Torino   | 0-0           | 26 mag.       |
| 20 gen. | 4-1          | Bari-Cagliari     | 1-1           | 26 mag.       |
| 20 gen. | 1-0          | Bologna-Napoli    | 2-3           | 26 mag.       |
| 20 gen. | 2-0          | Fiorentina-Cesena | 4-0           | 26 mag.       |
| 20 gen. | 5-0          | Inter-Lecce       | 2-0           | 26 mag.       |
| 20 gen. | 0-1          | Juventus-Genoa    | 0-2           | 26 mag.       |
| 20 gen. | 2-0          | Parma-Milan       | 0-0           | 26 mag.       |
| 20 gen. | 0-2          | Roma-Pisa         | 1-0           | 26 mag.       |
| 20 gen. | 1-1          | Sampdoria-Lazio   | 3-3           | 26 mag.       |

| andata (17ª) | andata (17ª) | 17ª giornata      | ritorno (34ª) | ritorno (34ª) |
|              |              |                   |               |               |
| 20 gen.      | 0-1          | Atalanta-Torino   | 0-0           | 26 mag.       |
| 20 gen.      | 4-1          | Bari-Cagliari     | 1-1           | 26 mag.       |
| 20 gen.      | 1-0          | Bologna-Napoli    | 2-3           | 26 mag.       |
| 20 gen.      | 2-0          | Fiorentina-Cesena | 4-0           | 26 mag.       |
| 20 gen.      | 5-0          | Inter-Lecce       | 2-0           | 26 mag.       |
| 20 gen.      | 0-1          | Juventus-Genoa    | 0-2           | 26 mag.       |
| 20 gen.      | 2-0          | Parma-Milan       | 0-0           | 26 mag.       |
| 20 gen.      | 0-2          | Roma-Pisa         | 1-0           | 26 mag.       |
| 20 gen.      | 1-1          | Sampdoria-Lazio   | 3-3           | 26 mag.       |

## Statistiche

### Squadre

#### Capoliste solitarie
|    | —— | ——    | ——    | ——    | ——    | ——        | ——        | ——        | ——  | ——  | ——  | ——  | ——   | ——  | ——  | ——    | ——    | ——  | ——  | ——   | ——   | ——  | ——  | ——        | ——        | ——        | ——        | ——        | ——        | ——        | ——        | ——        | ——        | —— |  |
|    |    | Milan | Milan | Milan | Milan | Sampdoria | Sampdoria | Sampdoria |     |     |     |     | Samp |     | Mil | Inter | Inter |     |     | Samp | Samp |     |     | Sampdoria | Sampdoria | Sampdoria | Sampdoria | Sampdoria | Sampdoria | Sampdoria | Sampdoria | Sampdoria | Sampdoria |    |  |
|    |    |       |       |       |       |           |           |           |     |     |     |     |      |     |     |       |       |     |     |      |      |     |     |           |           |           |           |           |           |           |           |           |           |    |  |
|    |    |       |       |       |       |           |           |           |     |     |     |     |      |     |     |       |       |     |     |      |      |     |     |           |           |           |           |           |           |           |           |           |           |    |  |
| 1ª | 2ª | 3ª    | 4ª    | 5ª    | 6ª    | 7ª        | 8ª        | 9ª        | 10ª | 11ª | 12ª | 13ª | 14ª  | 15ª | 16ª | 17ª   | 18ª   | 19ª | 20ª | 21ª  | 22ª  | 23ª | 24ª | 25ª       | 26ª       | 27ª       | 28ª       | 29ª       | 30ª       | 31ª       | 32ª       | 33ª       | 34ª       |    |  |

#### Classifica in divenire
|            | 1ª | 2ª | 3ª | 4ª | 5ª | 6ª | 7ª | 8ª | 9ª | 10ª | 11ª | 12ª | 13ª | 14ª | 15ª | 16ª | 17ª | 18ª | 19ª | 20ª | 21ª | 22ª | 23ª | 24ª | 25ª | 26ª | 27ª | 28ª | 29ª | 30ª | 31ª | 32ª | 33ª | 34ª |
|            |    |    |    |    |    |    |    |    |    |     |     |     |     |     |     |     |     |     |     |     |     |     |     |     |     |     |     |     |     |     |     |     |     |     |
| ---------- | -- | -- | -- | -- | -- | -- | -- | -- | -- | --- | --- | --- | --- | --- | --- | --- | --- | --- | --- | --- | --- | --- | --- | --- | --- | --- | --- | --- | --- | --- | --- | --- | --- | --- |
| Atalanta   | 2  | 3  | 5  | 5  | 6  | 6  | 7  | 7  | 8  | 10  | 11  | 12  | 12  | 13  | 15  | 15  | 15  | 15  | 16  | 17  | 19  | 19  | 20  | 22  | 24  | 26  | 28  | 30  | 30  | 31  | 31  | 33  | 34  | 35  |
| Bari       | 0  | 2  | 2  | 3  | 3  | 5  | 6  | 7  | 7  | 9   | 10  | 11  | 12  | 13  | 15  | 15  | 17  | 19  | 19  | 19  | 19  | 21  | 21  | 22  | 22  | 24  | 24  | 24  | 25  | 25  | 26  | 26  | 28  | 29  |
| Bologna    | 0  | 0  | 0  | 2  | 2  | 2  | 3  | 3  | 5  | 5   | 6   | 7   | 8   | 8   | 9   | 10  | 12  | 13  | 14  | 14  | 14  | 14  | 14  | 14  | 15  | 15  | 15  | 15  | 15  | 17  | 18  | 18  | 18  | 18  |
| Cagliari   | 0  | 2  | 2  | 3  | 3  | 3  | 3  | 3  | 4  | 4   | 5   | 5   | 6   | 8   | 9   | 10  | 10  | 11  | 12  | 13  | 13  | 14  | 15  | 17  | 18  | 18  | 20  | 21  | 23  | 24  | 25  | 26  | 28  | 29  |
| Cesena     | 0  | 0  | 1  | 2  | 4  | 6  | 7  | 7  | 7  | 8   | 8   | 8   | 8   | 9   | 9   | 9   | 9   | 9   | 9   | 9   | 11  | 11  | 13  | 13  | 14  | 16  | 17  | 18  | 18  | 19  | 19  | 19  | 19  | 19  |
| Fiorentina | 0  | 1  | 1  | 3  | 5  | 5  | 5  | 6  | 7  | 8   | 8   | 9   | 10  | 12  | 13  | 14  | 16  | 17  | 17  | 18  | 18  | 20  | 20  | 21  | 21  | 23  | 23  | 25  | 26  | 27  | 28  | 28  | 29  | 31  |
| Genoa      | 0  | 2  | 3  | 4  | 5  | 5  | 6  | 7  | 8  | 10  | 12  | 13  | 15  | 15  | 15  | 17  | 19  | 20  | 20  | 22  | 24  | 24  | 26  | 28  | 30  | 30  | 31  | 31  | 33  | 34  | 35  | 37  | 38  | 40  |
| Inter      | 2  | 4  | 4  | 6  | 7  | 9  | 9  | 11 | 13 | 15  | 16  | 18  | 19  | 19  | 21  | 22  | 24  | 25  | 26  | 28  | 29  | 31  | 33  | 35  | 36  | 36  | 37  | 39  | 41  | 42  | 42  | 42  | 44  | 46  |
| Juventus   | 2  | 3  | 4  | 5  | 7  | 8  | 10 | 12 | 14 | 14  | 16  | 17  | 18  | 18  | 20  | 22  | 22  | 24  | 25  | 27  | 27  | 28  | 28  | 28  | 29  | 31  | 33  | 33  | 33  | 34  | 34  | 35  | 37  | 37  |
| Lazio      | 1  | 2  | 2  | 3  | 5  | 6  | 7  | 9  | 10 | 11  | 12  | 13  | 13  | 14  | 15  | 16  | 17  | 19  | 20  | 22  | 22  | 24  | 26  | 27  | 28  | 28  | 29  | 30  | 30  | 30  | 32  | 34  | 34  | 35  |
| Lecce      | 1  | 1  | 3  | 4  | 4  | 4  | 5  | 5  | 7  | 8   | 8   | 10  | 11  | 12  | 13  | 15  | 15  | 16  | 17  | 17  | 17  | 18  | 19  | 19  | 20  | 20  | 22  | 22  | 22  | 22  | 23  | 25  | 25  | 25  |
| Milan      | 2  | 4  | 6  | 7  | 9  | 10 | 10 | 12 | 12 | 13  | 15  | 17  | 18  | 20  | 21  | 23  | 23  | 24  | 26  | 27  | 29  | 30  | 32  | 32  | 32  | 34  | 36  | 38  | 40  | 41  | 43  | 45  | 45  | 46  |
| Napoli     | 1  | 1  | 1  | 3  | 4  | 5  | 7  | 8  | 8  | 8   | 10  | 11  | 13  | 14  | 14  | 15  | 15  | 16  | 17  | 19  | 20  | 22  | 22  | 23  | 25  | 25  | 26  | 27  | 29  | 31  | 33  | 34  | 35  | 37  |
| Parma      | 0  | 1  | 3  | 4  | 5  | 7  | 9  | 9  | 11 | 13  | 13  | 14  | 16  | 17  | 18  | 20  | 22  | 22  | 23  | 23  | 25  | 25  | 27  | 28  | 29  | 29  | 29  | 31  | 33  | 34  | 35  | 35  | 37  | 38  |
| Pisa       | 2  | 4  | 5  | 5  | 5  | 5  | 7  | 7  | 7  | 7   | 9   | 9   | 11  | 12  | 12  | 12  | 14  | 15  | 16  | 16  | 17  | 17  | 17  | 17  | 17  | 19  | 19  | 20  | 20  | 20  | 20  | 22  | 22  | 22  |
| Roma       | 2  | 2  | 4  | 4  | 4  | 6  | 6  | 8  | 8  | 10  | 11  | 11  | 12  | 13  | 14  | 15  | 15  | 16  | 18  | 20  | 21  | 23  | 24  | 25  | 26  | 26  | 28  | 29  | 29  | 30  | 32  | 33  | 34  | 36  |
| Sampdoria  | 2  | 3  | 5  | 6  | 7  | 9  | 11 | 13 | 15 | 15  | 16  | 18  | 19  | 21  | 21  | 21  | 22  | 24  | 26  | 28  | 30  | 32  | 33  | 35  | 37  | 39  | 40  | 41  | 43  | 45  | 47  | 48  | 50  | 51  |
| Torino     | 1  | 1  | 3  | 3  | 5  | 7  | 8  | 10 | 11 | 12  | 12  | 13  | 13  | 14  | 16  | 17  | 19  | 19  | 21  | 21  | 23  | 23  | 24  | 26  | 27  | 29  | 29  | 30  | 32  | 34  | 35  | 36  | 37  | 38  |

#### Primati stagionali
- Maggior numero di partite vinte: 20 (Sampdoria)
- Minor numero di partite perse: 3 (Sampdoria)
- Massimo dei pareggi: 19 (Lazio)
- Minor numero di partite vinte: 4 (Bologna)
- Maggior numero di partite perse: 20 (Bologna, Cesena, Pisa)
- Minimo dei pareggi: 6 (Pisa)
- Miglior attacco: 57 (Sampdoria)
- Miglior difesa: 19 (Milan)
- Miglior differenza reti: +33 (Sampdoria)
- Peggior attacco: 20 (Lecce)
- Peggior difesa: 63 (Bologna)
- Peggior differenza reti: −34 (Bologna)
- Partita con più reti segnate: Inter-Pisa 6-3 (9)
- Partita con maggior scarto di reti: Milan-Bologna 6-0 (6)

### Individuali

#### Classifica marcatori
| Gol | Rigori |  | Giocatore         | Squadra   |
| --- | ------ |  | ----------------- | --------- |
| 19  | 6      |  | Gianluca Vialli   | Sampdoria |
| 16  | 7      |  | Lothar Matthäus   | Inter     |
| 15  | 7      |  | Carlos Aguilera   | Genoa     |
| 15  |        |  | Tomáš Skuhravý    | Genoa     |
| 14  | 6      |  | Roberto Baggio    | Juventus  |
| 14  |        |  | Jürgen Klinsmann  | Inter     |
| 13  | 2      |  | Giorgio Bresciani | Torino    |
| 13  | 4      |  | Massimo Ciocci    | Cesena    |
| 13  | 2      |  | Alessandro Melli  | Parma     |
| 12  | 4      |  | João Paulo        | Bari      |
| 12  | 2      |  | Roberto Mancini   | Sampdoria |
| 11  |        |  | Michele Padovano  | Pisa      |
| 11  | 1      |  | Rubén Sosa        | Lazio     |
| 11  | 3      |  | Marco van Basten  | Milan     |
| 11  | 4      |  | Rudi Völler       | Roma      |

### Media spettatori
Media spettatori della Serie A 1990-91: 33.255
| Club       | Pos. | Media  |
| ---------- | ---- | ------ |
| Milan      | 1    | 77.488 |
| Inter      | 2    | 54.946 |
| Napoli     | 3    | 52.657 |
| Roma       | 4    | 43.570 |
| Juventus   | 5    | 43.114 |
| Lazio      | 6    | 36.371 |
| Torino     | 7    | 33.990 |
| Bari       | 8    | 32.130 |
| Sampdoria  | 9    | 31.338 |
| Genoa      | 10   | 31.202 |
| Fiorentina | 11   | 30.733 |
| Cagliari   | 12   | 26.933 |
| Bologna    | 13   | 21.590 |
| Atalanta   | 14   | 18.829 |
| Lecce      | 15   | 18.239 |
| Parma      | 16   | 18.005 |
| Cesena     | 17   | 13.828 |
| Pisa       | 18   | 13.607 |

### Esplicative
1. ↑  «Fu proprio Tanzi, qualche tempo dopo, a spiegare l'operazione. Disse: "Grun e Brolin sono state scelte tecniche, mentre Taffarel, oltre che essere un bravo calciatore, è anche un nostro uomo immagine per il mercato brasiliano, al quale teniamo in modo particolare". E difatti il portiere comparve nei cartelloni pubblicitari di San Paolo e di Rio de Janeiro, di Porto Alegre e di Belo Horizonte, mentre beveva un succo targato Parmalat».[12]
2. ↑  Campionato giocato sulla base di «un regionalismo spinto all'estremo» poiché oggetto di boicottaggio per il paventato progetto Pozzo e per questo rimasto orfano dei grandi club, fuoriusciti dalla Federazione Italiana Giuoco Calcio e confluiti nella Confederazione Calcistica Italiana che, in risposta, organizzò il torneo di Prima Divisione 1921-1922, dal carattere «quasi nazionale»[18] e per questo passato agli annali come il «vero» assegnatario del titolo di campione d'Italia.[19] Su questo assunto, per maggiore correttezza storico-sportiva i migliori risultati conseguiti da una progenitrice della Sampdoria rimarrebbero i terzi posti dell'Andrea Doria nei campionati di Prima Categoria 1907 e 1908.
3. ↑  Vincitrice della Coppa Italia.
4. ↑  Giocata a Bologna.
5. 1 2 3  Gare anticipate al 6 aprile 1991 in vista degli impegni di Inter, Juventus e Roma nel turno di andata delle semifinali delle coppe confederali, cfr.  Coppa Italia, Roma-Milan all'Olimpico, in la Repubblica, 23 marzo 1991,  p. 37.

### Bibliografiche
1. ↑   Fulvio Bianchi, "Parlate, arbitri", in la Repubblica, 25 agosto 1990,  p. 31.
2. ↑   Fabrizio Bocca, Fuorigioco, cambia la norma, in la Repubblica, 29 giugno 1990,  p. 9.
3. ↑   Skuhravy al Genoa, Fiorentina su Scifo, in la Repubblica, 27 giugno 1990.
4. ↑   Gianni Brera, Torino e Roma, che sorprese, in la Repubblica, 14 luglio 1991.
5. ↑   Gianni Piva, Milano ad handicap, in la Repubblica, 21 agosto 1990.
6. ↑   Luigi Panella, Brescia, riecco Maifredi. Calcio champagne 'invecchiato' tredici anni, su repubblica.it, 25 settembre 2013.
7. ↑   Fulvio Bianchi, 25 miliardi, Baggio è d'oro, in la Repubblica, 18 maggio 1990.
8. ↑   Emanuela Audisio, Guerriglia in nome di un campione, in la Repubblica, 19 maggio 1990.
9. ↑   Giuseppe Bagnati, Quell'antica ruggine tra Juve e Fiorentina, su gazzetta.it, 22 gennaio 2009 (archiviato dall'url originale il 25 gennaio 2009).
10. ↑   Marcello Di Dio, Peruzzi confessa: "L'affare Lipopill per colpire Viola", su ilgiornale.it, 24 novembre 2005.
11. ↑   Licia Granello, Riedle, una vita inseguendo Voeller, in la Repubblica, 5 agosto 1990,  p. 23.
12. ↑   Andrea Schianchi, Così prese Taffarel per vendere il latte, in La Gazzetta dello Sport, 29 dicembre 2003.
13. ↑   Gianni Mura, Torna l'Italia del pallone, in la Repubblica, 9 settembre 1990,  p. 1.
14. ↑   Gian Paolo Ormezzano, Il Diavolo prende il volo, in Stampa Sera, 8 ottobre 1990,  p. 1.
15. ↑   Giorgio Gandolfi, Inter d'assalto ritrova la testa, in Stampa Sera, 26 novembre 1990,  p. 6.
16. ↑   Gianni Brera, Samp vede pericoli, in la Repubblica, 9 dicembre 1990,  p. 36.
17. ↑   Bruno Colombero, Sul tetto d'inverno l'Inter ha fatto 13, in Stampa Sera, 21 gennaio 1991,  p. 7.
18. ↑   Stefano Olivari, Il compromesso Colombo, su blog.guerinsportivo.it, 19 febbraio 2011 (archiviato dall'url originale il 20 ottobre 2013).
19. ↑   Stefano Olivari, Lo stile di Rosetta, su blog.guerinsportivo.it, 15 febbraio 2011 (archiviato dall'url originale il 18 febbraio 2012).
20. ↑   Antonio Dipollina, 50 miliardi perduti, in la Repubblica, 28 marzo 1991.
21. ↑  Melegari, 551.
22. ↑   Frosio al capolinea, l'Atalanta a Giorgi, in la Repubblica, 29 gennaio 1991,  p. 42.
23. ↑   Giorgio Comaschi, "Ci salvi, sig. Radice", in la Repubblica, 23 ottobre 1990,  p. 37.
24. ↑   Emilio Marrese, In panchina a settant'anni, Lucchi fa sperare Cesena, in la Repubblica, 27 gennaio 1991,  p. 28.
25. ↑   Cesena, Batistoni nuovo tecnico ma prenderà ordini da Lucchi, in la Repubblica, 27 febbraio 1991,  p. 41.
26. ↑   "Senza colpe, lo caccio", in la Repubblica, 12 marzo 1991,  p. 40.
27. ↑   Attendance Statistics of Serie A – 1986-87 to 1997-98, su stadiapostcards.com.